# Сангинетти, Александр
Александр Сангинетти (Alexandre Sanguinetti) (27 марта 1913, Каир, Египет — 9 октября 1980, Сен-Мэд, Валь-де-Марн) — французский государственный деятель.
В межвоенный период сторонник монархической партии «Французское действие». В 1943 году вступил в ряды Африканской армии. После освобождения Франции несколько месяцев занимал пост пресс-секретаря министра экономики Франсуа де Метона. Затем Сангинетти плечом к плечу с ультраправыми работал в Центре связи единства французов С 1956 года он занимал пост генерального секретаря комитета действий ветеранов боевых действий (Comité d’action des associations d’anciens combattants (CAANAC), где выступал за Французский Алжир.
В ходе майского кризиса 1958 года он участвовал в организации возвращения к власти Шарля де Голля. Сангинетти стал помощником Роже Фрея, генерального секретаря партии «Союз за новую республику» (UNR) и вступил в борьбу со своими старыми товарищами, основавшими ОАС. Он участвовал в создании Службы гражданского действия (SAC) Комитета гражданских действий, считавшимся параллельной полицией режима де Голля. В 1962 году Сангинетти был избран депутатом от Парижа и состоял в комиссии по национальной обороне и вооружённым силам, в 1968 году стал председателем этой комиссии.
Во время третьего правительства Помпиду (1966—1967) занимал пост министра по делам ветеранов, затем был избран председателем общества строительства туннеля под Мон-Бланом, в 1973—1974 годах был генеральным секретарём партии «Союз демократов в поддержку республики». В 1978 году Сангинетти вышел из партии «Объединение в поддержку республики» и поддержал на президентских выборах 1981 года кандидата Мишеля Дебре.

## Биография
Александр Сангинетти родился 27 марта 1913 года в Каире в семье Джозефа Сангинетти, чиновника египетского министерства внутренних дел и Люси Пьетри. Младший брат Александра — Антуан Сангинетти, стал моряком и дослужился до звания вице-адмирала эскадры.
Александр учился в колледже Станисласа в Париже, на факультетах права и литературы Каира, Анже и Парижа и получил степень в области литературы. В 1930-х годах он был членом организации правого толка Camelots du Roi, молодежного крыла партии «Французское действие» (Action Française).
В 1941 году он был назначен управляющим еврейским имуществом в Тунисе. В начале 1943 года он вступил в ряды Африканской армии, в июне 1944 вместе с африканскими коммандос участвовал в захвате острова Эльба, где потерял ногу.

## Четвёртая республика
В ноябре 1946 года он был назначен на пост пресс-атташе министра экономики Франсуа де Метона во временном правительстве под председательством Жоржа Бидо. В 1952 году он участвовал с Жан-Луи Тиксье-Винанкуром и Жаком Изорни в работе «центра связи за единство французов», целью которого было оправдание Петэна и амнистия вишистов. Сангинетти также занимался бизнесом, но дела его пошли плохо и он едва избежал банкротства.
Сангинетти был активным членом обществ ветеранов боевых действий и в 1956 году был выбран на пост генерального секретаря комитета действий обществ ветеранов боевых действий (Comité d’action des associations d’anciens combattants (CAANAC). В июле 1957 года он отправился в Алжир в составе крупной делегации обществ ветеранов, включая Максима Блока-Маскара, генерала Тузе дю Вижье, Луи де Костье, полковника Бургуана и Ива Жиньяка. Делегацию принял генерал Салан, командующий объединёнными войсками в Алжире. 7 июля 1957 года у памятника погибшим делегаты публично произнесли торжественную клятву «всеми средствами противодействовать любым мерам, которые могут угрожать целостности страны и единству французов». Вернувшись в Париж Сангинетти поддерживал связь с Саланом в частности во время дела о бомбардировке тунисской деревни Сакье. В 1957—1958 годах Сангинетти использовал всё своё влияние CAANAC, чтобы подготовить возвращение к власти генерала де Голля.

## Пятая республика
После кризиса мая 1958 года и возвращения к власти генерала де Голля он в июне 1958 года отправился в Алжир, где его принял генерал Салан, который предоставил ему все возможности для оценки ситуации в Алжире. По возвращении во Францию Сангинетти послал письмо генералу Салану с выражением преданности.
В октябре 1958 года он стал одним из сотрудников Роже Фрея, генерального секретаря новой голлистской партии. Сангинетти последовал за Фреем и стал с 8 января 1959 года начальником штаба в министерстве информации (Фрей стал министром информации в кабинете премьер-министра Мишеля Дебре). Затем Сангинетти стал начальником штаба Фрея (когда Фрей с 5 февраля 1960 года стал делегированным министром в кабинете Дебре), руководителем в министерстве внутренних дел (когда Фрей с 9 мая 1961 года занял пост министра внутренних дел). В ноябре 1961 года Сангинетти участвовал в операции по подстрекательству сторонников Французского Алжира. Он убеждал одну из ключевых фигур генерала Жуо начать операцию по установлению франко-алжирской республики. Приступив к работе в министерстве внутренних дел, Сангинетти повёл беспощадную борьбу против своих старых друзей, сторонников идеи Французского Алжира, которые создали Секретную вооружённую организацию (ОАС). Он без колебаний систематически обращаться к барбузам (боевикам-голлистам в Алжире, использующим нелегальные методы) и позднее стал одним из соучредителей и влиятельных членов Службы гражданского действия, ядро которой составили барбузы.

## Награды
- Офицер Почётного легиона
- Воинская медаль
- Croix de guerre 1939—1945 (Военный крест)

## Публикации
- La France et l’arme atomique, Julliard, 1964
- Une nouvelle résistance, Plon, 1976
- L’armée, pour quoi faire ?, Seghers, 1977
- Sujet ou citoyen ?
- J’ai mal à ma peau de gaulliste, Grasset, 1978
- Histoire du soldat, de la violence et des pouvoirs, Ramsay, 1979
- Lettre ouverte à mes compatriotes corses, Albin Michel, 1980
- Avec André Chandernagor : " Réformer la démocratie ? ", Face-à-face, Balland 1977.